# Alfa Romeo Nuvola
Der Alfa Romeo Nuvola ist ein fahrbereites Konzeptfahrzeug des italienischen Automobilherstellers Alfa Romeo, das erstmals 1996 auf dem Pariser Autosalon vorgestellt wurde. Das Design des zweitürigen Sportcoupés kombinierte klassische Gestaltungselemente mit aktuellen Konstruktionsmerkmalen.

## Entstehungsgeschichte
Alfa Romeo erwog Mitte der 1990er-Jahre, ein Fahrzeug mit separatem Rahmen in das Serienprogramm aufzunehmen, das mit geringem Aufwand mit Karosserien verschiedener Designer versehen werden konnte. Angedacht war eine Wiederbelebung der Tradition individueller Aufbauten. Der Nuvola war ein Fahrzeug, mit dem die Machbarkeit dieses Konzepts untersucht werden sollte. Ziel war es, ein serientaugliches Show Car zu entwerfen, das alle europäischen Zulassungsbestimmungen erfüllte.

## Modellbezeichnung
Die Modellbezeichnung Nuvola ist das italienische Wort für Wolke. Sie war außerdem als Reverenz an den Rennfahrer Tazio Nuvolari gedacht, der 1932 für das Alfa-Romeo-Werksteam die Grand-Prix-Europameisterschaft gewonnen hatte.

## Design

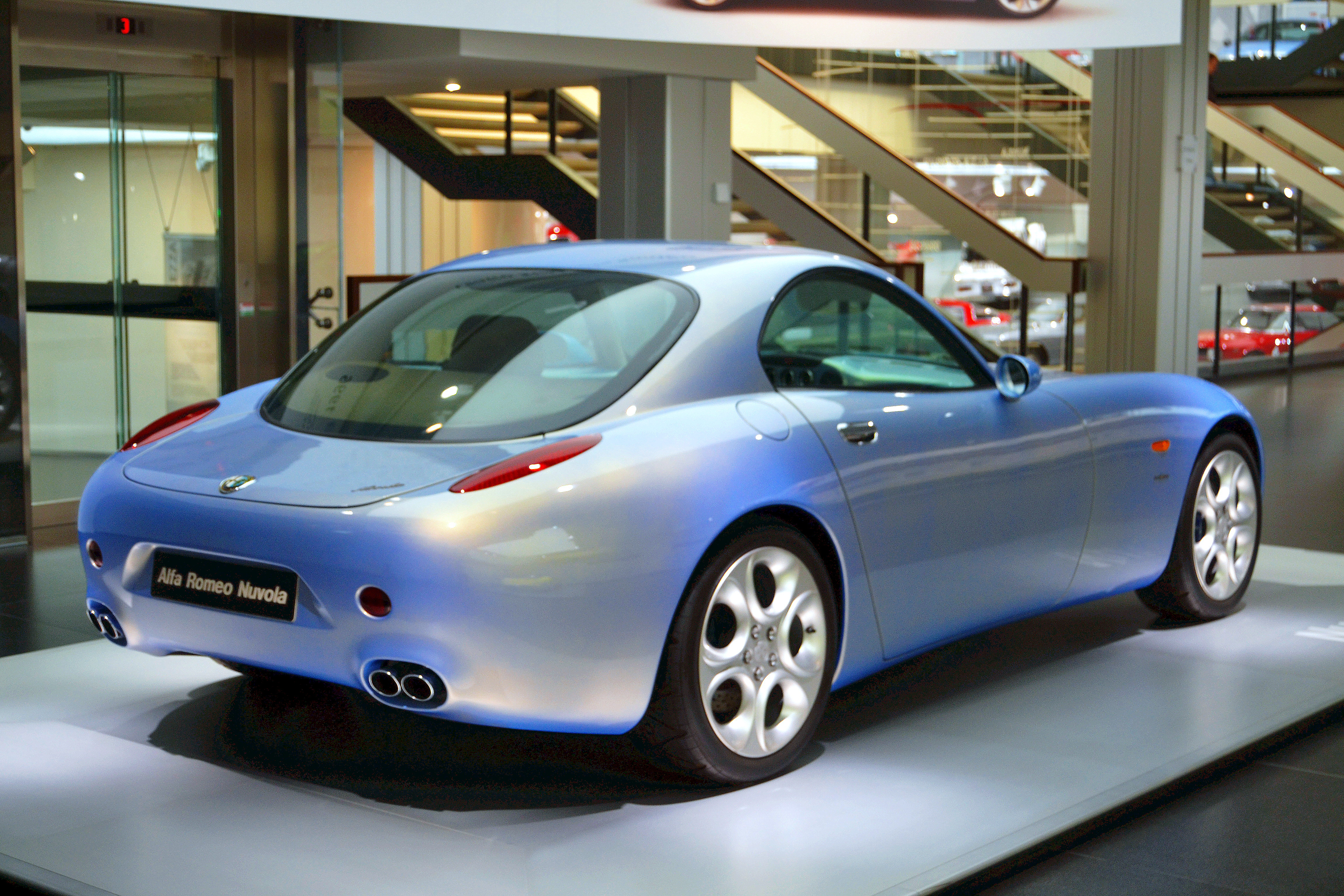
Heckpartie

Das Design des Nuvola wurde innerhalb von fünf Monaten in Alfa Romeos Centro Stile entwickelt. Die ersten Planungen begannen im Februar 1996. Vielfach wird der Entwurf Walter Maria de Silva zugeschrieben, dem damaligen Leiter des Alfa-Designbüros; tatsächlich beschränkte sich sein Betrag allerdings auf die Überwachung der einzelnen Entwicklungsschritte. Projektleiter war Carlo Giavazzi. Die äußere Form gestalteten in erster Linie Wolfgang Egger und Filippo Perini, der Innenraum wurde von Arcangelo Jeker und Daniele Masera entworfen.
Das Äußere des Nuvola zitiert Details einiger klassischer Alfa-Romeo-Sportwagen, unter ihnen der 8C 2900 Berlinetta aus der Vor- und der 6C 2500 Villa d’Este aus der Nachkriegszeit. Das gilt vor allem für die Proportionen, die von einer langen Motorhaube und einem weit nach hinten versetzten, knapp geschnittenen Cockpit geprägt sind. Die Frontpartie ist rundlich. Vier einzelne LED-Scheinwerfer sind in Vertiefungen untergebracht. Das Scudetto, Alfa Romeos traditionelle wappenförmige Kühlerverkleidung, durchbricht den horizontal in die Frontverkleidung integrierten (imitierten) Lufteinlass. Die Stoßfänger sind vorn und hinten vollständig in die Karosserie integriert.

## Technik
Den konzeptionellen Vorgaben entsprechend, bildet ein Spaceframe das Gerüst des Nuvola. Die Karosserie besteht aus Polyester. Als Antrieb dient eine Variante des „Busso-Sechszylinders“ mit 2,5 Litern Hubraum. Der V6-Motor, der 1979 erschienen war und Mitte der 1990er-Jahre unter anderem in den Alfa-Modellen 155 und im 164 eingesetzt wurde, ist im Nuvola mit zwei Turboladern ausgestattet und leistet 221 kW (300 PS). Er ist vorn längs eingebaut und mit einem handgeschalteten Sechsganggetriebe gekoppelt. Der Nuvola hat Allradantrieb; die Allradtechnik wurde vom 155 Q4 übernommen. Das Werk gab die Höchstgeschwindigkeit mit 280 km/h und die Beschleunigung von 0 auf 100 km/h mit etwa 5 Sekunden an.

## Produktion, Vorstellung und Verbleib
Der Nuvola wurde im Sommer 1996 aufgebaut. Die Konstruktion des Fahrzeugs und den Aufbau übernahm das Turiner Designstudio I.DE.A. Es entstand lediglich ein Exemplar des Nuvola.
Öffentlich gezeigt wurde der Nuvola erstmals im Oktober 1996 auf dem Pariser Autosalon.
Die stilistischen Einflüsse des Nuvola blieben gering. Bei der Vorstellung 1996 hatten Beobachter erwartet, dass der Nuvola die Linien des GTV-Nachfolgers vorgeben würde, ähnlich wie dieser vom Konzeptfahrzeug Proteo (1991) abgeleitet worden war. Tatsächlich übernahm Alfa Romeo in den folgenden Jahren keine wesentlichen Elemente des Nuvola in die Serienproduktion. Allerdings griff der britische Kleinstserienhersteller Bristol Cars einige Details des Nuvola für seinen ab 1999 entwickelten Sportwagen Fighter auf; dazu gehörten das generelle Layout des Aufbaus, vor allem aber die Frontpartie mit den vier zurückversetzten Rundscheinwerfern.
Der Nuvola befindet sich heute im Werksbesitz und wird zeitweise im Museo storico Alfa Romeo in Arese ausgestellt.